# Komisař Rex
Komisař Rex (v německém originále Kommissar Rex) je původně rakousko–německý detektivní seriál natáčený od roku 1994. Pojednává o kriminalistických případech oddělení vražd vídeňské policie v čele s nadaným policejním německým ovčákem Rexem. Natáčení skončilo roku 2004 kvůli klesající sledovanosti.
Roku 2008 seriál odkoupila italská televize a pod názvem Rex (v Česku uváděn jako Návrat komisaře Rexe a Komisař Rex na stopě) jej uváděla do roku 2015. Děj seriálu se přesunul do Říma. 
Celkem bylo vysíláno 18 řad, v jejichž rámci bylo natočeno 209 dílů, z toho 119 v Rakousku a 90 v Itálii. Roli Rexe ztvárnil psí herec Reginald von Ravenhorst, jenž byl časem – ze zdravotních důvodů – nahrazen mladším Rhettem Butlerem. Jejich italské kolegy ztvárnili „vlčáci“ Alex, Nick, Achi a Henry. V rolích hlavních komisařů se vystřídalo celkem 6 herců, např. Tobias Moretti, Alexander Pschill či Kaspar Capparoni. Seriál je známý ve velké části světa (např. Jižní Amerika, Vietnam, Maroko nebo Blízký východ). Pro většinu herců se role některého z komisařů stala jeho nejslavnější.

## Postavy a příběh
Na začátku seriálu, v 1. řadě, tvoří tým vídeňské kriminálky trojice kriminalistů. Richard Moser (později Rexův pán) a jeho kolegové komický Ernst Stockinger, který se Rexe trochu bojí, a Peter Höllerer. Jako vedlejší postavy se objevují starý policista v důchodu Max Koch (Moserův přítel) a soudní patolog Dr. Leo Graf (jediná stálá postava v seriálu).
Příběh začíná případem, kdy paní Vernerová nechá odstranit bývalé vysoké sovětské funkcionáře. Po výbuchu na náměstí Sv. Štěpána, při kterém vyletí do povětří pan Žukov, dojde k přestřelce mezi panem Spitzerem a policisty. Je zastřelen Rexův psovod. Spitzera nakonec zneškodní mladý komisař kriminálky Richard Moser. Rex, zdrcený smrtí svého pána, odmítá jíst i pít a nikoho neposlouchá. Z kotce uteče na hřbitov, aby byl nablízku svému pánovi. Starostlivý Moser, kterému je Rexe líto a nechce dopustit, aby byl Rex utracen, jej najde na hřbitově a přátelsky mu nabídne přátelství a domov. Zpočátku se zdá, že Rex nemá zájem, ale po odchodu Mosera ze hřbitova se pes rozmyslí a odchází s ním. Rex společně s Moserem a jeho kamarády Stockim a Hölererem řeší různé případy. 
Na závěr 2. řady odchází Stockinger do Salcburku, na jeho místo pak na začátku 3. řady nastoupí nováček Christian Böck, který podobně jako Stockinger hraje hlavního komika v týmu. Rex si ho hned oblíbí, dělá mu naschvály, několikrát mu vezme housku se salámem. 
Začátkem 4. řady postihuje tým ztráta, Rexův pán Moser je zabit šíleným psychopatickým vrahem. Rex je smutný, že opět přišel o pána. Odmítá jíst i pracovat, Böck s Hölererem se o něj střídavě starají. 
Pak ale nastupuje do týmu nováček Alex Brandtner, který je sportovně založený, akční, společenský a velmi rychle se s týmem (hlavně s Böckem) spřátelí. Protože sám kdysi přišel o psa, který byl Rexovi hodně podobný, má s Rexem soucit a ujímá se ho. Rex tak dostává novou chuť k práci i do života a celému týmu se začíná blýskat na lepší časy. 
Na začátku 5. řady opouští tým poslední z původní trojice Hölerer, jelikož zdědil hostinec po svém otci. Stejně jako kdysi Stockingerovi, ani jemu se neodchází od týmu lehce. 
Na jeho místo pak nastupuje nováček, vtipný komický puntičkář Fritz Kunz, který velmi dobře do týmu zapadá.

## Představitelé Rexe

### Komisař Rex (Rakousko)

#### Reginald von Ravenhorst
Rex je německý ovčák, jehož ztvárnilo hned několik psích hrdinů, je hlavní a v podstatě jedinou stálou postavou seriálu. Policejním psem byl už před tím, než se dostal na oddělení vražd. Má velkou zásluhu na řešení případů, on bývá tím, kdo najde ten pravý důkaz, a také vždy zastaví pachatele nebo pomůže k jeho dopadení. Bez něj by policisté ne každý případ vyřešili tak snadno. Prvním představitelem Rexe se stal rodák z bavorského Ingolstadtu Reginald von Ravenhorst (* 1991). Reginald žil společně se svými sourozenci, kteří ho v seriálu dublovali v nebezpečných scénách, v jednom německém útulku. Byl vybrán asi ze 40 uchazečů. Reginald coby Rex je velmi mazaný, což mnohokrát dokazuje. Na jeho finty je občas krátký i jeho pán, natožpak kolegové z práce, především Christian Böck, jenž s Rexem neustále soupeří o to, kdo z nich je chytřejší. Rex není pes, který si vystačí jen s „obyčejnými“ psími suchary a konzervami. Všichni členové vídeňské kriminálky si libují v houskách se salámem – prý kvůli nedostatku času na nákup – a o Rexovi ani nemluvě, ten je často ukradne svým lidským kolegům, samozřejmě za použití svých speciálních triků. Během seriálu Rex vystřídal hned několik pánů, tím prvním je jistý psovod Michael, jenž byl zastřelen při potyčce s vrahem. Rex byl jeho smrtí zdrcen, ale brzy se ho ujal mladý sympaťák Richard Moser, po jeho tragické smrti přišel sportovně založený Alexander Brandtner atd. Celkem měl asi 6 pánů. Zajímavostí je, že Reginald během natáčení odmítal slyšet na jméno „Rex“ a všichni členové štábu včetně herců ho museli oslovovat jeho pravým jménem. Po natočení dílu museli zvukaři scény s oslovením Reginalda upravit. Na konci páté série odešel do „psího důchodu“, ale i nadále občas na natáčení zavítal, aby se podíval na svého nástupce, mladšího kolegu Rhetta, případně ho i něco „doučil“. Skvěle spolu vycházeli. V seriálu strávil 5 let, od začátku natáčení roku 1994 do konce 5. série roku 1999 (67 dílů). Za jednu epizodu si „vydělal“ v přepočtu téměř 100 000 Kč, tudíž za celý seriál si vydělal přibližně 7 000 000 Kč – což je nějakých 247 233 €, tedy cca 3 402 133 šilinků (ATS), které tehdy byly oficiální rakouskou měnou – a to jen za natočené epizody. Honoráře získával např. i za zkoušky. Reginald zemřel roku 2003 ve věku 12 let.

#### Rhett
Rhett natáčel od roku 2000 (začátek šesté série, díl č. 68) do ukončení seriálu r. 2003 (díl č. 119, celkově 52 dílů). Také si zahrál coby štěně ve filmu Komisař Rex: Mladá léta z roku 1997. Když v seriálu nahradil svého staršího kolegu, byly mu tři roky, stejně jako Reginaldovi v době, kdy začínal. Rhett přežil svého psího učitele o 8 let, zemřel stářím roku 2011 ve věku 14 let. 

### Návrat Komisaře Rexe (Itálie)
V italském pokračování nazvaném Návrat komisaře Rexe, které se natáčelo do roku 2014, Rexe ztvárnili čtyři psi – Alex, Henry, Nick a Achi.

## Rexovi parťáci

### Richard Moser
Šéf vídeňské kriminálky Richard Moser, přezdívaný „Richie“, je prvním Rexovým parťákem a pánem, psa se ujímá po smrti jeho předchozího majitele. Na začátku série se rozvádí se svou manželkou Ginou, která si s sebou odnese i veškerý nábytek. Důvodem jejich rozvodu je Richardova práce. On, jakožto kriminalista, musí být často pryč, v práci tráví více času než doma, ona by ho nejraději měla pořád u sebe. Rozvod Mosera psychicky velmi poznamená, podobně jako Rexe smrt jeho pána. Oba hlavní hrdinové se ocitli v podobné situaci, bez spřízněné duše. Rexovi hrozí utracení, a tak se Richard rozhodne vzít si ho k sobě a udělat z něj novou posilu vídeňské policie. I když se Rexovi zpočátku nechce, nakonec se rozmyslí a odejde společně s Richardem. Ani jeden tedy nezůstane sám. Richardův byt zůstal prázdný, a tak se oba mládenci musí znovu zařídit. Později se přestěhují do prostorného domu se zahradou. Zatímco jeden z kolegů Peter Höllerer přijme Rexe s naprostým klidem a nadšením, další kolega Ernst Stockinger z toho zrovna moc velkou radost nemá, psů se bojí, a když na něho Rex vybafne zpoza jeho stolu, rychlostí blesku opustí kancelář a nejradši by se do ní už nevrátil. Brzy si ale na sebe zvyknou a s trochou nadsázky se dá říct, že se i spřátelí. Richard je velmi pohledný, sympatický, pohodový, má dobrý smysl pro humor, i když někdy má také svou náladu. Pro jeho povahu po něm nejednou hodí pohledem některá z žen, největší sympatie si získá u mladé pohledné veterinářky Sonji. Oba dva se záhy sblíží, což se moc nelíbí Rexovi, ten žárlí na každou ženu, která se k „Richimu“ jen přiblíží, chce mít svého pána jen pro sebe. Kvůli práci však na ni Richard nemá moc času, možná i to je jeden z důvodů, proč Sonja po nějaké době odletí studovat do USA. Richard má mnoho přátel, je velmi oblíben. On jako šéf je tím hnacím motorem pro ostatní. Jako služební vozidlo nejprve užívá šedé Alfa Romeo 155, později ho vymění za tmavé Audi A4. Richard Moser se objeví celkem ve 45 dílech, od 1. dílu 1. série do 4. dílu 4. série, kdy je zastřelen šíleným psychopatem, který je postrachem žen v celé Vídni. Moserův vrah se nakonec sám zastřelí, když uvidí Rexovy smutné oči. Rex znovu přichází o pána, sám však dlouho nezůstane. Komisaři Moserovi propůjčil své příjmení jeden ze scenáristů a původních autorů Peter Moser.
V roli sympatického kriminalisty se představil slavný rakouský herec Tobias Moretti. Za svou dosavadní hereckou kariéru získal celkem 12 cen, z toho 5 právě za komisaře Mosera, tato role mu přinesla zatím největší popularitu a známost, pomohla mu též k dobrému hereckému startu, sice hrál už předtím, ale po „Rexovi“ se nabídky jen hrnuly. Kromě Komisaře Rexe se objevil též ve snímcích Julius Caesar, Ostrov pokladů či Mumie smrti, ale pro většinu světa bude pořád "Richie", touto rolí si zajistil nesmrtelnost. Poté, co Tobias seriál opustil, začal se plně věnovat rodině a svému velkému koníčku – farmaření, ovšem filmové nabídky stále přijímá. Kromě toho se také zajímá o rychlá auta či motorky, rád hraje golf. Za zmínku také stojí, že Komisař Rex se stal zatím jediným seriálem, ve kterém Moretti účinkoval. Jednou se nechal se slyšet, že na „Rexe“ (seriál i psa) velmi rád vzpomíná, má z natáčení spoustu zážitků, poznal skvělý herecký, filmařský i zvířecí kolektiv, ale že už by žádnou roli v seriálu nikdy nepřijal; a tuto svou přísahu také doposud neporušil. Ale třeba jednou, kdo ví…

### Alexander Brandtner
Alexander Brandtner, přezdívaný „Alex“, nahradí Richarda Mosera ve funkci šéfa kriminálky a Rexova pána. Rexe obdrží v ne zrovna dobrém stavu, pes je opět zdrcen smrtí svého pána. Protože však Alex v minulosti již psa měl, skvěle ovládá psí řeč, brzy vrátí Rexovi chuť do života, záhy se stanou dobrými přáteli stejně jako se svými kolegy. Alex s Rexem se často dorozumívají jen pomocí gest, jimž rozumí jen oni dva. Když to kolega Christian Böck zkouší napodobit, nemá úspěch, Rex dělá, že mu nerozumí. Alexův první pes Arco zahynul během velké exploze, při níž sám Alex utrpěl lehkou poruchu sluchu na pravé straně. Alexovo tajemství „psí řeči“, resp. tajemství jeho schopnosti porozumět psům, tkví v tom, že prakticky od dětství vyrůstal mezi psy. Nedaleko jeho domu se totiž nacházelo cvičiště policejních psů. Po Arcově tragické smrti už nechtěl mít se psy nic společného, ale poté co zjistil, v jak špatném stavu Rex je, rozmyslí si to a ujme se ho. V porovnání s Richardem je Alex poněkud sportovněji založený a také aktivnější v práci, jelikož je mladší. Dříve, než se dal k policii, pracoval ve věznici, moc se tím ale nechlubí. Upoutá na sebe hned v prvním díle, kdy se jede představit svým kolegům. Ti zrovna vyšetřují případ, kdy v Dunaji bylo nalezeno tělo neznámého muže, jemuž někdo zdeformoval obličej a uřízl polštářky na prstech, aby jeho identifikace nebyla tak snadná. Muž byl nalezen v plastovém pytli, který ale policejním potápěčům uplaval. Když Alex uvidí pytel plující pryč, bez váhání pro něj skočí, aby zachránil důležitý důkazní materiál. Peter s Christianem byli nejprve zaskočeni, svého budoucího kolegu považovali za jakéhosi šílence, který skáče pro pytle, ale krátce nato se dozví pravdu – že se jedná o nového kolegu, šéfa vídeňské kriminálky a Rexova pána. Alexander Brandtner účinkuje v seriálu od 5. dílu 4. řady (46) do konce 7. řady (89), tedy celkem 44 dílů + role vraha v epizodě Amok.
Byl ztvárněn populárním německým hercem Gedeonem Burkhardem, jenž se v seriálu objevil už dříve, konkrétně v 9. díle 1. série (díl s názvem „Amok“), kde si střihl zápornou roli pachatele. Na konkurzu si ho vybral sám Reginald von Ravenhorst, první představitel Rexe, s kterým si hned padli do oka. Během Gedeonova účinkování v seriálu Reginald odešel do „psího důchodu“ a na jeho místo nastoupil Rhett Butler, na kterého se Reginald občas přišel podívat.
Jako služební vozidlo používal nejdříve Rover 45, později ho vyměnil za Alfa Romeo 166
Marc Hoffmann
Marc Hoffmann se poprvé objevuje v první epizodě 8. série a nahrazuje Alexandra Brandtnera. Hraje ho vídeňský herec Alexander Pschill. Marc si vždycky přál mít psa a když zjistí, že v policejním týmu je jeden bez pána, okamžitě se ujme Rexe. Marc má velmi blízko ke kolegyni Niki Herzogové, se kterou je v seriálu často zobrazován v romantických chvílích, které jim někdo naruší. Je trochu chaotický, ale velmi galantní a od deváté série i velmi dobře oblékaný policista, který má smysl pro módu. 

### Lorenzo Fabbri
První italský komisař a Rexův pán Lorenzo Fabbri je vrchní komisař římské kriminálky, který byl vyzván rakouskou policií, aby jim pomohl vyjasnit dvojnásobnou vraždu. Proto má namířeno z Říma do Vídně. Když cestuje zpátky do italské metropole, vezme si s sebou Rexe, který byl momentálně bez pána a neměl co na práci. Rex se stává dobrým pomocníkem při řešení vražd, s komisařem Lorenzem si rozumí. Fabbri miluje J. S. Bacha a rockovou hudbu 70. let. Také si libuje v tmavé barvě, nosí černé sako a používá i černé auto. Jedná se o velkého sympaťáka, a tak není divu, že má několik ctitelek, mezi nimi i vyšetřovatelku Katiu Martelliovou. Fabbri umírá ve druhé epizodě 14. řady, když v autě jeho známé vybuchne bomba. Na jeho místo nastupuje Davide Rivera.
Lorenzo Fabbri byl představován Kasparem Capparonim a v seriálu účinkoval od 11. do 14. řady (druhého dílu).

### Davide Rivera
Davide Rivera je o něco mladší nástupce Lorenze Fabbriho, nastupuje po jeho tragické smrti ve 2. díle 14. řady. Ujme se Rexe a záhy vytvoří sehraný tým. Davide v mládí ztratil oba rodiče, má silnou vůli a velké odhodlání. Na závěr 15. řady však Rivera bez vysvětlení mizí a v 16. řadě už se neobjevuje. Ztvárnil ho Ettore Bassi.

### Marco Terzani
Marco Terzani nahradil na počátku 16. řady Davida Riveru poté, co z nevysvětlených důvodů mizí ze seriálu. Než přišel do Říma, strávil poslední roky v Jižní Americe bojem s drogami, avšak původem je z Toskánska. Marco je sportovní typ a rychle se s Rexem spřátelí. Mezi jeho koníčky patří box, vyzná se v japonských tetováních, sám několik tetování má. Měl bratra, který však zemřel a Marco z jeho smrti viní svého pozdějšího kolegu Carla Papiniho. Marco je zatím poslední Rexův pán, v seriálu účinkuje až do poslední série, do roku 2015. Představován Francescem Arcem.

## Další postavy

### Ernst Stockinger
Ernst Stockinger, přezdívaný „Stocki“, je „pravou rukou“ Richarda Mosera. Stejně jako ostatní, i on má rád housku se salámem a klobásky. V seriálu se někdy jeví dost zmateně až komicky, vypadá, že neví, co má dělat, ovšem na druhé straně jeho teorie a myšlenkové pochody často pomůžou k dopadení pachatele. Stockinger má strach ze psů. Když Richard poprvé přivede Rexe, doslova se zděsí a uteče z kanceláře (resp. schová se za dveřmi). Chvíli mu potrvá, než si na nového psího kolegu zvykne, nesnáší, když na něj Rex skáče – postupem času však k sobě najdou cestu. „Stocki“ se od svých kolegů liší tím, že je ženatý, jeho žena se nakonec stává důvodem přeložení na jiné oddělení – na konci druhé série odchází z Vídně do Salcburku, kde – jak pravil bývalý kriminalista Max Koch – „pořád prší“. Ne, že by neměl rád své vídeňské kolegy, ovšem jak sám řekl, žena pro něho znamená více, a proto se jí snaží vyhovět, byť se mu s kolegy neloučí snadno. Jeho žena má v Salcburku převzít zubní ordinaci po svém otci a on jako „milující manžel“ musí s ní - vzhledem k tomu, že ona zůstala po studiích ve Vídni kvůli němu to vnímá i jako svou "povinnost a dluh" to nyní oplatit. Na Stockingerovo místo v úvodu 3. řady nastupuje mladý komisař Christian Böck.
Ernsta Stockingera ztvárnil Karl Markovics. Zahrál si ve 29 dílech, je první postavou, která ze seriálu mizí. Když v „Rexovi“ skončí, objevuje se v hlavní roli spin-offu tohoto seriálu pod výstižným názvem „Stockinger“. Spin-off se zabývá jeho životem a řešením vražd v Salcburku. Nicméně tento seriál nedosáhl takového úspěchu jako jeho slavnější předchůdce, a tak nakonec vzniklo pouze 16 dílů.

### Peter Höllerer
Asistent Richarda Mosera a Ernsta „Stockiho“ Stockingera, později Alexe Brandtnera a Christiana Böcka. Většinou nevyjíždí k případům v terénu, ale zůstává v kanceláři, kde listuje ve starých zežloutlých spisech a získává informace o hledaných osobách nebo důkazech týkajících se nějakým způsobem případů; poté je předává svým kolegům. Je důležitou součástí týmu, byť se to na první pohled nemusí zdát. Jde o člověka s velkou chutí k jídlu – je to na něm dost vidět. Seriál opouští po dlouhé době – v posledním díle 5. řady (díl č. 60 s názvem „Rex se mstí“), kdy zemře jeho otec a on zdědí rodinný podnik – hospůdku, o niž slíbil se postarat. Takže, kampak se asi půjde se svými kolegy rozloučit?
Wolf Bachofner si svou postavu zahrál v úctyhodných 60 dílech, společně s Heinzem Weixelbraunem (Christian Böck) jsou hned na druhém místě v počtu epizod, ve kterých účinkovali (první je Gerhard Zemann, který se jako dr. Graf objevuje ve všech dílech). Když se Wolf rozhodl v seriálu skončit, byl nahrazen Martinem Weinkem coby Fritzem Kunzem.

### Max Koch
Kriminalista ve výslužbě, bývalý šéf vídeňské policie. V minulosti vyšetřoval případ, kdy opilý mladík ukradl moped, ujel na něm a vyboural se: jednalo se o mladého Richarda Mosera. Kochovi bylo ale mladého muže líto, a proto mu nabídl práci u policie. Od té doby se oba spřátelili a Koch často Moserovi s některými případy pomáhal, a to i po odchodu do penze. Svěřil mu i vedení policie poté, co musel odejít do důchodu, čímž z Richarda udělal nového šéfa kriminálky ve Vídni. V seriálu se objevoval od 1. do 4. série (ovšem ne ve všech dílech), konkrétně do 4. dílu (45). Po Richardově tragické smrti seriál opustil a už se v něm neobjevil.
Roli Maxe Kocha si zahrál rakouský herec Fritz Muliar (†2009).

### Dr. Leo Graff
Patolog Leo Graff vždy zkoumá zavražděného, provede pitvu a většinou zjistí velmi důležitou informaci, která pak tvoří velmi důležité vodítko při vyšetřování. S oběma Rexovými pány si velmi dobře rozuměl. Graff je asi padesátiletý, šedovlasý a docela vysoký muž s knírem. Obvykle nosí béžový plášť, v pitevně bílý nemocniční oblek s motýlkem a brýle.
Leo Graffa ztvárnil herec Gerhard Zemann (†2010) ve všech dílech Komisaře Rexe (1995–2001) a v jednom dílu Návratu komisaře Rexe (11. řada epizoda Smrtící zápas).

### Christian Böck
Christian Böck nastupuje do seriálu poté, co Ernst Stockinger odešel do Salcburku. Poprvé se objevil v 1. díle 3. řady (30) s názvem „Závod smrti“. Chtěl své kolegy překvapit a svůj první případ vyřešit sám. Jelikož se jednalo o vraždu automobilového závodníka, přidal se k místní skupině nadšenců a začal s nimi závodit (měl tak dobrou příležitost získat užitečné informace, díky nimž by byl schopen případ vyřešit). Když se s ním Richard poprvé setkal, neměl ani tušení, že je to jeho nový kolega. O Christianovi by se dalo říct, že se stal největší obětí Rexových triků. Oba zkouší, kdo toho druhého vícekrát doběhne, a není přehnané říct, že Christian prohrává na plné čáře. Mazaný čtyřnohý komisař na něho neustále zkouší nové triky, a i když si chudák Christian myslí, že na Rexe vyzrál, vždy pohoří. Nejčastější spory jsou samozřejmě o housky se salámem! Ať mu ji Christian schová kamkoliv, Rex ji vždy najde. Policista ji jednou dokonce přitluče hřebíkem ke stolu, pak zkouší štěstí, když přes ni položí pravítko s tužkami („…protože když bude Rex chtít housku dostat, tužky spadnou a to mě upozorní“, myslel si policista), zkouší ji též přivázat provázkem a popotáhnout ji vždy, když už ji Rex skoro má – ale i to je k ničemu. Také trik, že "chlupatý kolega" má v housce místo salámu sýr nebyl špatný, ale cožpak inteligentní šelma nerozezná maso od mléčného výrobku? Psi možná hůře vidí, ale rozhodně lépe cítí. Mazaný chlupáč lidskému kolegovi také s oblibou schovává boty, ničí kravatu nebo kalhoty, dokonce mu do boty nalije vodu, zahrabe mobil nebo sebere klíče od auta. A je celkem jasné, co požaduje za to, když věci vrátí. Samozřejmě housku! No zkrátka, na Rexe jsou prostě všichni krátcí. Ten to ovšem nemyslí špatně – chce si jen hrát. Christian společně s Alexem na konci sedmé řady mizí (89. díl).
Postavu ztvárnil Heinz Weixelbraun.

### Fritz Kunz
Nástupce Petera Höllerera, asistent nejprve Alexe, poté Marca a Niki. Fritz se stejně jako jeho předchůdce u případů v terénu moc neobjevuje, vyřizuje administrativu a shání informace o pachatelích, velký důraz klade na statistiku. Zpočátku nemá s kriminálkou žádné zkušenosti – před nástupem na oddělení vražd totiž vyšetřoval loupeže. Jeho jedinou negativní vlastností je, že je velký puntičkář: chce mít naprostý pořádek, stůl bez jediného smítka prachu a všechno dokonale srovnané (dokonce si rovná spisy na stole podle pravítka, stejně tak i tužky, všechno geometricky přesné). Ovšem chytrý Rex, kterému se to stejně jako ostatním nelíbí, opět zasáhne a věci na stole „srovná“ po svém, aby nevypadal tak nedotčeně. Christian to výstižně okomentuje: „Teď to, Fritzi, aspoň vypadá, že jsi pracoval“. Společně s Rexem také na něho zkouší různé finty.
Bručivý, místy znuděný, otrávený policista byl ztvárněn Martinem Weinkem. V seriálu se objevuje poměrně dlouho, od 1. dílu 6. řady (61) až do konce seriálu (4. díl, 10. řada, celkem 119. díl), celkem 58 dílů. Poté byl seriál ukončen, nicméně r. 2008 bylo natáčení obnoveno, ovšem v novém prostředí, pod novým názvem a s novými herci – konkrétně v Římě pod názvem „Návrat komisaře Rexe“. Martin Weinek coby Fritz Kunz se společně s Gerhardem Zemannem (dr. Leo Graf) jako jediní z původního seriálu objeví i v jednom dílu v tomto italském pokračování.
Niki Herzogová
Niki Herzogová je první policistkou v týmu v historii seriálu. Hraje ji Elke Winkens. Je spárována s Marcem Hoffmannem (Kunz je v posledních třech sériích seriálu téměř vždy v kanceláři ) a neustále mezi nimi dochází k sexuálnímu napětí. Niki a Marc spolu strávili noc, než nastoupili do nové práce, aniž by si uvědomili, že jsou oba policisté a budoucí kolegové. Postupem času sdílejí dům (s Rexem) a často je uprostřed romantické chvíle vyruší zpráva o případu. Na rozdíl od Marca, který je lehce chaotický, bývá Niki vyrovnanější a velmi fyzicky zdatná. Její vzhled také dobře slouží týmu ve vztahu k podezřelým, protože je často podceňována, někdy se jí posmívají drzí mužští zločinci a poté toho litují. V sezóně č.10 se objevuje pouze v dílu  E-mail od vraha. Ze seriálu odejde bez vysvětlení, stále se však objevuje v úvodním intru. 

### Giandomenico Morini
Inspektor, s Lorenzem Fabbrim pracoval osm let. Velmi často se stával terčem vtípků Lorenza i Rexe. Měl rybičku, kterou pojmenoval Filippo, ale protože si uvědomil, že Filippo se jmenuje i šéf oddělení, před Gorim jí říkal Filiberto. Na konci třetí řady se Morini přestěhuje do Milána, a jeho spolupráce s Fabbrim a Rexem tak končí. 
Hrál ho Fabio Ferri.

### Alberto Monterosso
Inspektor nahrazující od 14. řady Moriniho. V 17. řadě se přesouvá spolu s Rexem a Terzanim na nové působiště.
Jeho roli ztvárnil Domenico Fortunato.

### Katia Martelliová
Inspektorka vědeckého týmu, v práci vždy jedná efektivně a profesionálně. Je zamilovaná do komisaře Fabbriho, ten se jí ale vyhýbá. Další překážkou v jejich vztahu je Rex, který ke svému pánovi žádnou ženu nepustí.
V seriálu ji ztvárnila Pilar Abella.

### Filippo Gori
Vedoucí italského oddělení, který nemá rád jakákoliv zvířata a zejména psy. Jeho názor změní až Rex. Poprvé se objevil v 2. díle 11. řady jako nadřízený Lorenza Fabbriho. Gori je hlavní postavou až do konce 16. řady, v 1. díle následující řady jsou totiž Rex, komisař Terzani i jeho asistent Monterosso přeloženi do jiného římského komisařství. V posledních dvou řadách seriálu se Gori objevuje jen příležitostně, aby svým bývalým podřízeným pomohl. 
Ztvárnil ho Augusto Zucchi.

## Týmy a sestavy z původního seriáluKomisař Rexa výskyt postav
Týmy a sestavy z původního seriálu Komisař Rex (mimo italská pokračování, Návrat Komisaře Rexe a Komisař Rex na stopě):
| 1.–2. | Rex + Richard Moser, Ernst Stockinger, Peter Höllerer, Dr. Leo Graff a Max Koch                             |
| 3.    | Rex + Richard Moser, Christian Böck, Peter Höllerer, Dr. Leo Graff a Max Koch                               |
| 4.    | Rex + Richard Moser (do 4.dílu), Alex Brandtner (od 5.dílu), Christian Böck, Peter Höllerer a Dr. Leo Graff |
| 5.–6. | Rex + Alex Brandtner, Christian Böck, Fritz Kunz a Dr. Leo Graff                                            |

## Přehled řad
| Řada                 | Díly        | Původní premiéra   | Původní premiéra  | Představitel Rexe       | Postava parťáka                                            |
| Řada                 | Díly        | První díl          | Poslední díl      | Představitel Rexe       | Postava parťáka                                            |
| Komisař Rex          | Komisař Rex | Komisař Rex        | Komisař Rex       | Komisař Rex             | Komisař Rex                                                |
| -------------------- | ----------- | ------------------ | ----------------- | ----------------------- | ---------------------------------------------------------- |
| 1                    | 14          | 10. listopadu 1994 | 9. února 1995     | Reginald von Ravenhorst | Richard Moser                                              |
| 2                    | 15          | 19. října 1995     | 22. února 1996    | Reginald von Ravenhorst | Richard Moser                                              |
| 3                    | 12          | 24. října 1996     | 9. ledna 1997     | Reginald von Ravenhorst | Richard Moser                                              |
| 4                    | 13          | 8. ledna 1998      | 26. března 1998   | Reginald von Ravenhorst | Richard Moser (1.–4. díl) Alexander Brandtner (5.–18. díl) |
| 5                    | 15          | 28. ledna 1999     | 22. dubna 1999    | Reginald von Ravenhorst | Alexander Brandtner                                        |
| 6                    | 15          | 16. ledna 2000     | 10. května 2000   | Rhett Butler            | Alexander Brandtner                                        |
| 7                    | 10          | 28. března 2001    | 30. května 2001   | Rhett Butler            | Alexander Brandtner                                        |
| 8                    | 13          | 9. října 2002      | 12. ledna 2003    | Rhett Butler            | Marc Hoffmann                                              |
| 9                    | 13          | 27. prosince 2003  | 18. března 2004   | Rhett Butler            | Marc Hoffmann                                              |
| 10                   | 13          | 28. září 2004      | 19. října 2004    | Rhett Butler            | Marc Hoffmann                                              |
| Návrat komisaře Rexe |             |                    |                   |                         |                                                            |
| 11                   | 8           | 29. ledna 2008     | 19. února 2008    | Henry                   | Lorenzo Fabbri                                             |
| 12                   | 11          | 17. března 2009    | 13. dubna 2009    | Henry                   | Lorenzo Fabbri                                             |
| 13                   | 12          | 14. června 2011    | 19. července 2011 | Nik                     | Lorenzo Fabbri                                             |
| 14                   | 12          | 8. března 2013     | 7. června 2013    | Nik                     | Lorenzo Fabbri (1.–2. díl) Davide Rivera (3.–12. díl)      |
| 15                   | 12          | 12. dubna 2013     | 17. května 2013   | Nik                     | Davide Rivera                                              |
| 16                   | 11          | 24. února 2014     | 24. března 2014   | Achi                    | Marco Terzani                                              |
| Komisař Rex na stopě |             |                    |                   |                         |                                                            |
| 17                   | 12          | 31. března 2014    | 5. května 2014    | Achi                    | Marco Terzani                                              |
| 18                   | 12          | 27. února 2015     | 19. června 2015   | Achi                    | Marco Terzani                                              |

## Postavy
| Postava             | Představitel                                                   | Roky účinkování  | Řada                       | Počet dílů | Dabing                                   |
| ------------------- | -------------------------------------------------------------- | ---------------- | -------------------------- | ---------- | ---------------------------------------- |
| Rex                 | Reginald von Ravenhorst, Rhett Butler, Alex, Henry, Nik a Achi | 1995–2015        | 1–18                       | 209        |                                          |
| Richard Moser       | Tobias Moretti                                                 | 1995–1998        | 1–4 (4. díl)               | 45         | Ladislav Běhůnek                         |
| Alexander Brandtner | Gedeon Burkhard                                                | 1998–2001        | 4 (5. díl) – 7             | 44+1       | Luboš Ondráček                           |
| Lorenzo Fabbri      | Kaspar Capparoni                                               | 2008–2010        | 11–14 (2. díl)             | 33         | Jan Šťastný                              |
| Davide Rivera       | Ettore Bassi                                                   | 2013             | 14 (3. díl) – 15           | 22         | Robert Jícha                             |
| Marco Terzani       | Francesco Arca                                                 | 2014–2015        | 16–18                      | 35         | Aleš Zbořil                              |
| Ernst Stockinger    | Karl Markovics                                                 | 1995–1997        | 1–2                        | 29         | Aleš Jarý                                |
| Peter Höllerer      | Wolf Bachofner                                                 | 1995–1999        | 1–5                        | 60         | Zdeněk Dvořák                            |
| Christian Böck      | Heinz Weixelbraun                                              | 1997–2001        | 3–7                        | 60         | Ladislav Cigánek                         |
| Fritz Kunz          | Martin Weinek                                                  | 1999–2001 + 2008 | 6–11 (1. díl), 12 (11.díl) | 59         | Bedřich Výtisk Zdeněk Bureš Jiří Prager  |
| Dr. Leo Graf        | Gerhard Zemann                                                 | 1995–2001 + 2008 | 1–10, 12 (11. díl)         | 120        | Zdeněk Bureš Jaroslav Kuneš Milan Horský |
| Max Koch            | Fritz Muliar                                                   | 1995–1998        | 1–4 (4.díl)                | 34         | Jaroslav Dufek                           |
| Giandomenico Morini | Fabio Ferri                                                    | 2008–2009        | 11–13                      | 31         | Michal Michálek                          |
| Katia Martelliová   | Pilar Abella                                                   | 2008–2010        | 11–14 (2. díl)             | 33         | Jitka Moučková                           |
| Filippo Gori        | Augusto Zucchi                                                 | 2008–2015        | 11–18                      | 90         | Pavel Vondra                             |
| Dr. Giorgio Gaiba   | Nuccio Sian                                                    | 2008–2015        | 11–18                      | 90         | Vladimír Krátký                          |

## Titulní píseň
Hudbu ke znělce seriálu složil hudebník Gerd Schuller, jenž proslul mj. hudbou k reklamám. Text přidala Kathy Sampson, která je zároveň i interpretkou. I když je znělka zpívaná v angličtině, na její kvalitě a popularitě (a v podstatě i na kvalitě celého seriálu) to neubralo. Skladba s názvem „A Good Friend“ (česky „Dobrý přítel“; německy „ Der Gute Freund“) má celkem tři verze, jak se mění hlavní komisaři (Moser, Brandtner, Hoffmann), mění se i úvodní znělka, a to jak textově, tak i délkově. Od 8. série také dojde ke změně názvu – „The Best Team“ (česky „Nejlepší tým“; německy „Am Beste Team“). Skladba zní zároveň i na konci každého dílu a v podstatě popisuje Rexe jako nedílnou součást policie, vystihuje jeho vlastnosti a důležitost.

## Místa natáčení

### Komisař Rex (Rakousko)
Seriál je zasazen do Vídně, v seriálu je možné spatřit její velkou část včetně okolí. Autoři diváky nepřipravili o žádnou důležitou vídeňskou stavbu – ty nejvýznamnější budovy je možné spatřit hned během úvodních titulků: katedrála sv. Štěpána, ruské kolo v Prateru, budova Opery, secesní galerie, Parlament a Radnice. Jako komisařství, kde se nacházela kancelář vídeňské kriminálky, posloužila budova Justičního paláce. Symboly Vídně jsou v seriálu často zmiňovány a některé díly se zde přímo odehrávají.

## Ocenění a nominace
|           | Rok  | Cena                                                       | Kategorie                                        | ocenění                                         |
| vítězství | 1995 | Cena Bavorské televizní akademie (Bayerischer Fernsehpres) | Herci                                            | Wolf Bachofner, Karl Markovics a Tobias Moretti |
| vítězství | 1995 | Zlatá Romy                                                 | Nejpopulárnější herec                            | Tobias Moretti                                  |
| vítězství | 1996 | Zlatá Romy                                                 | Nejlepší kriminální seriál                       | -                                               |
| vítězství | 1996 | Zlatý lev                                                  | Nejlepší herec                                   | Tobias Moretti                                  |
| vítězství | 1996 | Stříbrný Televizier-Tulip                                  | Nejlepší cizojazyčný seriál                      | -                                               |
| vítězství | 1996 | Zlatá Romy                                                 | Nejpopulárnější herec                            | Tobias Moretti                                  |
| vítězství | 1997 | Zlatá Romy                                                 | Nejpopulárnější herec                            | Tobias Moretti                                  |
| vítězství | 1998 | Telegatto                                                  | Nejlepší herec v mezinárodním televizním seriálu | Tobias Moretti                                  |
| nominace  | 2006 | TP de Oro                                                  | Nejlepší cizojazyčný sériál                      | -                                               |
| --------- | ---- | ---------------------------------------------------------- | ------------------------------------------------ | ----------------------------------------------- |